# Methylocystaceae
Methylocystaceae es una familia de bacterias capaces de obtener carbono y energía del metano. Tales bacterias son llamadas metanotrofas, y en particular, Methylocystaceae comprende a los metanotrofos de tipo II, que son estructuralmente y bioquímicamente diferentes de los Methylococcaceae o metanotrofos de tipo I.
En esta familia de bacterias, el metano es oxidado a la forma de formaldehído, que es asimilado por la ruta de la serina. Esta envuelve la combinación de formaldehído y glicina para formar serina, que puede ser transformada en gliceraldehído y después en otras moléculas orgánicas. También pueden fijar nitrógeno, como muchos otros miembros del orden Rhizobiales. Las células contienen membranas internas pareadas que están dispuestas hacia la periferia.
- Datos: Q6824044
- Especies: Methylocystaceae